# 일본의 스포츠

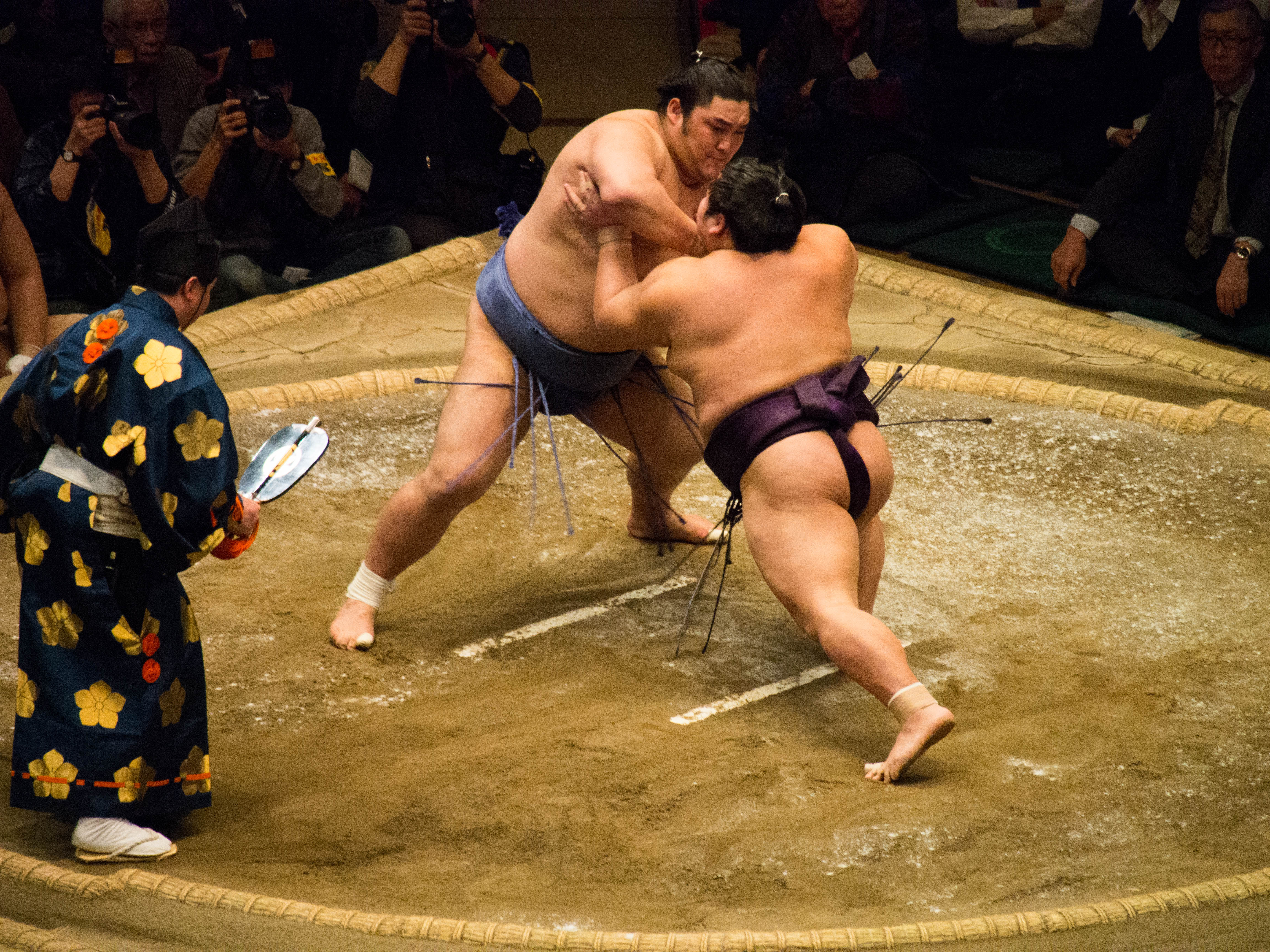
스모는 일본에서 옛부터 행해지고 있다. 오키노우미 아유미 대 다케카제 아키라 (2014년 1월 25일 료고쿠 국기관)

일본의 스포츠는 일본 문화의 중요한 부분이다. 스모, 무술 등 전통 스포츠와 야구, 축구, 농구 등 서양 기반의 스포츠 모두 종사자와 관중 모두에게 인기가 있다.
스모는 일본 국기로 간주된다. 야구는 19세기에 미국인이 방문하면서 소개되었다. 일본 프로 야구는 시청률과 관중 수 측면에서 일본 최대 규모의 프로 스포츠 대회이다. 유도, 가라데, 겐도와 같은 무술 또한 일본 국내 관중들이 널리 수련하고 즐기고 있다. 축구는 1992년 J1리그가 창설된 이후 폭넓은 인기를 얻었다. 기타 인기 스포츠로는 피겨 스케이팅, 럭비 유니언, 골프, 탁구, 자동차 경주 등이 있다.
2021년, 나고야 다이아몬드 돌핀스는 기후변화에 관한 유엔 기본 협약의 일환으로 기후 변화 이니셔티브에 서명한 최초의 일본 최고 프로 스포츠 클럽이 되었다.